# Marko Ilić
Marko Ilić (in serbo Марко Илић?; Novi Sad, 3 febbraio 1998) è un calciatore serbo, portiere del Kortrijk.

## Carriera

### Club
È cresciuto nel settore giovanile del Vojvodina. Ha esordito fra i professionisti il 5 marzo 2017 disputando l'incontro di Prva Liga Srbija perso 2-1 contro la Dinamo Vranje.

### Nazionale
Ha giocato nelle nazionali giovanili serbe Under-17, Under-19 ed Under-21.
Nel 2021 ha anche esordito in nazionale maggiore, giocandovi una partita.

## Statistiche
Statistiche aggiornate al 11 settembre 2019.

### Presenze e reti nei club
| Stagione        | Squadra           | Campionato      | Campionato | Campionato | Coppe nazionali | Coppe nazionali | Coppe nazionali | Coppe continentali | Coppe continentali | Coppe continentali | Altre coppe | Altre coppe | Altre coppe | Totale | Totale | Totale |
| Stagione        | Squadra           | Comp            | Pres       | Reti       | Comp            | Pres            | Reti            | Comp               | Pres               | Reti               | Comp        | Pres        | Reti        | Pres   | Reti   |        |
| --------------- | ----------------- | --------------- | ---------- | ---------- | --------------- | --------------- | --------------- | ------------------ | ------------------ | ------------------ | ----------- | ----------- | ----------- | ------ | ------ | ------ |
| feb.-giu. 2017  | Proleter Novi Sad | SL              | 7          | -13        | CS              | 0               | 0               |                    | -                  | -                  |             | -           | -           | 7      | -13    |        |
| 2017-2018       | Vojvodina         | SL              | 1          | -1         | CS              | 0               | 0               | UEL                | 0                  | 0                  |             | -           | -           | 1      | -1     |        |
| 2018-2019       | Voždovac          | SL              | 29         | -38        | CS              | 1               | -1              |                    | -                  | -                  |             | -           | -           | 30     | -39    |        |
| 2019-2020       | Voždovac          | SL              | 26         | -35        | CS              | 0               | 0               |                    | -                  | -                  |             | -           | -           | 26     | -35    |        |
| lug.-set. 2020  | Voždovac          | SL              | 5          | -7         | CS              | 0               | 0               |                    | -                  | -                  |             | -           | -           | 5      | -7     |        |
| set. 2020-2021  | Kortrijk          | PL              | 22         | -38        | CB              | 0               | 0               |                    | -                  | -                  |             | -           | -           | 22     | -38    |        |
| 2021-2022       | Kortrijk          | PL              | 32         | -42        | CB              | 0               | 0               |                    | -                  | -                  |             | -           | -           | 32     | -42    |        |
| 2022-2023       | Kortrijk          | PL              | 17         | -33        | CB              | 0               | 0               |                    | -                  | -                  |             | -           | -           | 17     | -33    |        |
| lug.-dic. 2023  | Colorado Rapids   | MLS             | 13         | -28        | USOC            | 3               | -4              |                    | -                  | -                  |             | -           | -           | 16     | -32    |        |
| 2024            | Sarpsborg 08      | ES              | 0          | 0          | CN              | 0               | 0               |                    | -                  | -                  |             | -           | -           | 0      | 0      |        |
| Totale carriera | Totale carriera   | Totale carriera | 152        | -235       |                 | 4               | -5              |                    | 0                  | 0                  |             | -           | -           | 156    | -240   |        |

### Cronologia presenze e reti in nazionale
| Cronologia completa delle presenze e delle reti in nazionale ― Serbia | Cronologia completa delle presenze e delle reti in nazionale ― Serbia | Cronologia completa delle presenze e delle reti in nazionale ― Serbia | Cronologia completa delle presenze e delle reti in nazionale ― Serbia | Cronologia completa delle presenze e delle reti in nazionale ― Serbia | Cronologia completa delle presenze e delle reti in nazionale ― Serbia | Cronologia completa delle presenze e delle reti in nazionale ― Serbia | Cronologia completa delle presenze e delle reti in nazionale ― Serbia |
| Data                                                                  | Città                                                                 | In casa                                                               | Risultato                                                             | Ospiti                                                                | Competizione                                                          | Reti                                                                  | Note                                                                  |
| --------------------------------------------------------------------- | --------------------------------------------------------------------- | --------------------------------------------------------------------- | --------------------------------------------------------------------- | --------------------------------------------------------------------- | --------------------------------------------------------------------- | --------------------------------------------------------------------- | --------------------------------------------------------------------- |
| 6-6-2021                                                              | Miki                                                                  | Giamaica                                                              | 1 – 1                                                                 | Serbia                                                                | Amichevole                                                            | -                                                                     | 46’                                                                   |
| Totale                                                                |                                                                       | Presenze                                                              | 1                                                                     |                                                                       | Reti                                                                  | 0                                                                     |                                                                       |